# FTV ハウジング情報
FTV ハウジング情報（エフティービー ハウジング じょうほう）は、福島テレビで放送されているモデル住宅の宣伝番組である。福島テレビが福島県内に展開している「福島テレビハウジングプラザ」（住宅展示場）に展示してあるモデル住宅を宣伝する番組である。

## 放送時間
- 日曜日 8:25 - 8:30

## 内容
- モデル住宅のプロモーションビデオにアナウンサーがナレーションをつけるもの。
- 必ず最後には、「福島テレビハウジングプラザでご覧ください」と読まれる。